# 라이프 잇셀프 (2018년 영화)
《라이프 잇셀프》(영어: Life Itself)는 미국에서 제작된 댄 포글먼 감독의 2018년 심리 드라마 영화이다. 오스카 아이작 등이 출연하였고, 마티 보언 등이 제작에 참여하였다. 영화는 한 사건에 엮여있는 몇 대에 걸친 인물들을 묘사한다. 

## 출연
- 오스카 아이작 - 윌리엄 "윌" 뎀프시 역
- 올리비아 와일드 - 애비게일 "애비" 레셔 역
  - 케이틀린 카마이클 - 11-13살 애비게일 역
- 맨디 퍼팅킨 - 어윈 뎀프시 역
- 진 스마트 - 린다 뎀프시 역
- 올리비아 쿡 - 딜런 뎀프시 역
- 세르히오 페리스멘체타 - 하비에르 곤살레스 역
- 라이아 코스타 - 이사벨 디아스 역
- 알렉스 모네르 - 로드리고 곤살레스 역
- 이저벨 듀랜트 - 섀리 딕스틴 역
- 로렌사 이소 - 엘리나 뎀프시곤살레스 역
- 애넷 베닝 - 케이틀린 모리스 심리치료사 역
- 안토니오 반데라스 - 빈센트 삭시오네 역
- 새뮤얼 L. 잭슨 - 본인 역

## 기타 제작진
- 배역: 존 팹시데라
- 미술: 제럴드 설리번
- 세트: 론 본블롬버그
- 의상: 멀리사 토스